# Cerchi (album)
Cerchi è il 15º album in studio di Patty Pravo, pubblicato dalla casa discografica CBO nel 1982.

## Descrizione
Registrato nell'Automatt Studio di San Francisco, l'album, pubblicato tre anni dopo quello precedente, contiene otto brani in italiano, inglese e francese, prevalentemente di genere rock, scelta sicuramente frutto della sua esperienza americana.
Inizialmente l'idea era di pubblicare un album interamente in lingua inglese, ma poi si è deciso di tradurre alcuni brani in italiano, lavoro svolto dalla stessa Patty Pravo con l'autore e amico Maurizio Monti.
Per la promozione di questo nuovo album venne estratto il singolo Parole destinato al circuito dei juke box. La promozione televisiva venne affidata a quasi tutti i brani dell'LP. Nel corso di Saint Vincent Estate 1982 venne presentata Parole, per Discoring fu scelta Cerchi, durante il programma domenicale condotto da Gianni Minà Blitz Patty Pravo presentò Let's go mentre per Flash di Mike Bongiorno la scelta cadde su Je ne sais pas. Fu registrato anche un mini concerto di nove brani trasmesso dal programma Sotto le stelle.
Nella copertina dell'album la cantante è accreditato come Patti Pravo, e non Patty Pravo, scelta che si potrebbe intendere, invece che come un errore di stampa, come un momentaneo cambiamento del nome d'arte, che sta a significare una "rottura" con il passato e la figura di una "nuova" nascente "Patti". La nuova Patty Pravo, infatti, è lontana dalla figura severa ed enfatica del periodo francese, mentre la sua voce abbandona progressivamente il caratteristico "vibrato":
La veste grafica dell'album è stata curata da Mario Convertino: presenta una copertina non apribile e sulla busta interna un ritratto dell'artista, utilizzato, per la stampa tedesca, sul fronte di copertina.

## Tracce
Testi e musica di Nicoletta Strambelli e Paul Martinez.
Testi italiani di Nicoletta Strambelli e Maurizio Monti.

### Lato A
1. Cerchi – 2:45 (Nicoletta Strambelli - Paul Martinez)
2. Let's go – 4:28 (Nicoletta Strambelli - Paul Martinez)
3. La viaggiatrice - You – 4:19 (Nicoletta Strambelli - Paul Martinez)
4. Parole – 3:23 (Nicoletta Strambelli - Paul Martinez)

### Lato B
1. Je ne sais pas – 3:25 (Nicoletta Strambelli - Paul Martinez)
2. Harlem Rock – 3:03 (Nicoletta Strambelli - Paul Martinez)
3. Safari Park – 3:56 (Nicoletta Strambelli - Paul Martinez)
4. Motion dance – 4:48 (Nicoletta Strambelli - Paul Martinez)

## Formazione
- Patty Pravo: voce
- Randy Jackson: basso
- John Hanes: batteria
- Frank Martin: tastiera
- Jack Johnson: chitarra

## Critica
Nonostante la tiepida accoglienza del pubblico, risultò l'89º album più venduto del 1982, arrivando, come posizione massima, al 24º posto nell'estate dello stesso anno.